# Henrietta Amálie Anhaltsko-Desavská (1666–1726)
Henrietta Amálie Anhaltsko-Desavská (26. srpna 1666, Kleve – 18. dubna 1726, Diez) byla rodem kněžna Anhaltsko-desavská z rodu Askánců a díky výhodnému manželství i kněžna Nasavsko-dietzská. Od roku 1696 do roku 1707 působila jako regentka za svého syna, byla tedy místodržitelkou Fríska, Groningenu a Drentska.

## Život
Henrietta Amálie se narodila jako dcera Jana Jiřího II. Anhaltsko-Desavského (1627-1693) a jeho manželky Henrietty Kateřiny Oranžské, dcery Frederika Hendrika Oranžského, který byl princem oranžským. Z matčiny strany byli jejími prarodiči právě Frederik Hendrik Oranžský a jeho manželka Amálie zu Solms-Braunfels. Z otcovy strany to byli Jak Kazimír Anhaltsko-Desavský a jeho manželka Anežka Hesenko-Kasselská. Henrietta Amálie byla pátá z deseti dětí Jana a Henrietty, avšak z deseti jich přežilo pouze pět a jediný syn; Leopold I. Anhaltsko-Desavský. Dalšími Henriettinými sourozenci byli Alžběta Albertina, Marie Eleonora a Johana Šarlota.
Dne 26. listopadu 1683, když bylo Henriettě sedmnáct let, si v Dessau vzala svého bratrance; Jindřicha Kazimíra II. (1657-1696). Po smrti manžela Jindřicha v roce 1696 bylo jeho možnému nástupci, Janu Vilému Frisovi, pouze devět let a proto se stala Henrietta Amálie regentkou, čímž se na několik let stala místodržitelkou Fríska, Gronigenu a Drentska. Po smrti matky také Henrietta získala několik malířských děl. Po dovršení dospělého věku Jan Vilém převzal všechny povinnosti místodržitele od své matky.
Henrietta Amálie Anhaltsko-Desavská zemřela na hradě Oranienstein dne 18. dubna 1726. Bylo jí šedesát let a zemřela přirozenou smrtí.

## Potomci
Z manželství s Jindřichem Kazimírem vzešlo devět dětí:
- Jiří Vilém Friso (24. června 1685 – 15. června 1686)
- Henrietta Albertina (24. července 1686 – 21. ledna 1754), svobodná a bezdětná
- Jan Vilém Friso (14. srpna 1687 – 14. července 1711), kníže Nasavsko-dietzský a titulární kníže oranžský, místodržitel provincií Frísko a Groningen, ⚭ 1709 Marie Luisa Hesensko-Kasselská (7. února 1688 – 9. dubna 1765)
- Marie Amálie (29. ledna 1689 – 27. ledna 1771), abatyše v opatství Herford
- Žofie Hedvika (8. března 1690 – 1. března 1734), ⚭ 1709 Karel Leopold Meklenburský (26. listopadu 1678 – 28. listopadu 1747), vévoda meklenbursko-zvěřínský, rozvedli se v roce 1710
- Isabela Šarlota (22. ledna 1692 – 18. září 1757), ⚭ 1725 Kristián Nasavsko-Dillenburský (12. srpna 1688 – 28. srpna 1739)
- Jana Anežka (15. prosince 1693 – 19. března 1765), svobodná a bezdětná
- Luisa Leopoldina (12. ledna 1695 – 20. ledna 1758), svobodná a bezdětná
- Henrietta Kazmíra (29. června 1696 – 18. prosince 1738), svobodná a bezdětná